# Spilosoma sordida
Spilosoma sordida är en fjärilsart som beskrevs av Jacob Hübner 1827. Spilosoma sordida ingår i släktet Spilosoma och familjen björnspinnare. Inga underarter finns listade i Catalogue of Life.